# Jan Burke
Pour les articles homonymes, voir Burke.
Œuvres principales
En terre et en os (2000)
Jan Burke, née le 1er août 1953 à Houston, au Texas, est une autrice américaine de roman policier, lauréate aux États-Unis de nombreux prix littéraires pour ses romans et ses nouvelles.

## Biographie
Elle fait des études supérieures à l'Université d'État de Californie à Long Beach et y obtient un diplôme en histoire. Elle devient ensuite critique littéraire et se lance dans les affaires, mais reste tentée par l'écriture de fictions policières dans l'esprit des auteurs qui l'ont marquée : Agatha Christie, Dashiell Hammett et Raymond Chandler.
En 1993, elle crée le personnage de la journaliste Irene Kelly qui mène l'enquête dans plus de dix romans policiers. Elle obtient le prix Edgar-Allan-Poe du meilleur roman en 2000 pour En terre et en os (Bones), considéré comme le meilleur titre de la série.
Elle a remporté avec la nouvelle The Man in the Civil Suit le prix Agatha de la meilleure nouvelle en 2001 et un prix Macavity de la meilleure nouvelle avec Unharmed en 1995. Elle a également reçu plusieurs prix récompensant sa carrière comme le prix Ellery Queen Mystery Magazine Reader's.

## Œuvre

### Romans

#### SérieIrene Kelly
- Goodnight, Irene (1993) Publié en français sous le titre Goodnight, Irene, traduit par Marie-Hélène Bernaille, Paris, Éditions Lignes noires, 2000, 406 p.  (ISBN 2-914073-05-4)
- Sweet Dreams, Irene (1994) Publié en français sous le titre Fais de beaux rêves Irene, traduit par Marie-Hélène Méjean-Bernaille, Paris, Éditions Mango, 2002, 328 p.  (ISBN 2-84752-002-3) ; réédition, Paris, Pocket no 11471, 2003
- Dear Irene (1995)
- Remember Me, Irene (1996)
- Hocus (1997) Publié en français sous le titre Hocus, traduit par Éric Chenebier, Paris, Éditions Mango, 2007, 283 p.  (ISBN 978-2-84752-014-9)
- Liar (1998) publié en français sous le titre « pandore »
- Bones (2000) Publié en français sous le titre En terre et en os, traduit par Jean-Noël Chatain, Paris, Éditions Mango, 2006, 397 p.  (ISBN 978-2-84752009-5) ; réédition, Paris, Pocket no 12001, 2007
- Flight (2001) Publié en français sous le titre En plein vol, traduit par Marie-France de Paloméra, Paris, Éditions du Seuil, coll. « Seuil policiers », 2002, 448 p.  (ISBN 2-02-050720-X) ; réédition, Paris, Points no 1636, 2007
- Bloodlines (2005) Publié en français sous le titre Lignées sanglantes, traduit par Marie-France de Paloméra, Paris, Éditions du Seuil, coll. « Seuil policiers », 2007, 589 p.  (ISBN 978-2-02-080027-3)
- Kidnapped (2006)
- Disturbance (2011)

#### Autres romans
- Nine (2002)
- The Messenger (2009)

### Recueil de nouvelles
- 18 (2003)
- Caught Red-Handed (2014)
- Apprehended (2014)
- Tried (2014)
- Convicted (2014)
- Justice Done (2014)
- Case Closed (2014)

## Prix et nominations

### Prix
- Prix Edgar-Allan-Poe 2000 du meilleur roman pour Bones[1]

### Nominations
- Prix Agatha 1993 du meilleur premier roman pour Goodnight, Irene[2]
- Prix Anthony 1994 du meilleur premier roman pour Goodnight, Irene[3]
- Prix Agatha 1997 du meilleur roman pour Hocus[2]
- Prix Barry 1998 du meilleur roman pour Hocus[4]
- Prix Macavity 1998 du meilleur roman pour Hocus[5]
- Prix Agatha 1998 du meilleur roman pour Liar[2]
- Prix Anthony 2000 du meilleur roman pour Bones[3]
- Prix Anthony 2002 du meilleur roman pour Flight[3]
- Prix Nero 2002 pour Flight
- Prix Anthony 2006 du meilleur roman pour Bloodlines[3]
- Prix Barry 2006 du meilleur roman pour Bloodlines[4]
- Prix Anthony 2007 du meilleur roman pour Kidnapped[3]
- Prix Nero 2002 pour Kidnapped
- Prix Macavity 2003 du meilleur roman pour Nine[5]
- Prix Lefty 2012 du meilleur roman pour Disturbance[6]

## Sources
- Claude Mesplède, Dictionnaire des littératures policières, vol. 1 : A - I, Nantes, Joseph K, coll. « Temps noir », 2007, 1054 p. (ISBN 978-2-910-68644-4, OCLC 315873251), p. 326.